# Libertas Trogylos Basket 2004-2005
La stagione 2004-2005 della Libertas Trogylos Basket è stata la diciannovesima consecutiva disputata in Serie A1 femminile.

## Stagione
La società siracusana si è classificata al settimo posto nella massima serie e ha partecipato ai play-off per lo scudetto. È stata eliminata al primo turno da Schio.

## Rosa
| Giocatrici |
| ---------- |

| N° | Naz.               | Ruolo | Sportivo            | Anno | Alt. |  |
| -- | ------------------ | ----- | ------------------- | ---- | ---- |  |
| 4  | Italia (bandiera)  | PG    | Nancy Scozzari      | 1980 | 170  |  |
| 5  | Italia (bandiera)  | PG    | Susanna Bonfiglio   | 1974 | 178  |  |
| 6  | Italia (bandiera)  | P     | Adalgisa Impastato  | 1974 | 178  |  |
| 7  | Francia (bandiera) | GA    | Sabrina Palie       | 1981 | 180  |  |
| 9  | Italia (bandiera)  | P     | Federica Cerretti   | 1976 | 172  |  |
| 10 | Italia (bandiera)  | C     | Tania Ferrazza      | 1974 | 196  |  |
| 11 | Cuba (bandiera)    | A     | Tania Seino         | 1973 | 186  |  |
| 13 | Romania (bandiera) | C     | Florina Pașcalău    | 1982 | 193  |  |
| 15 | Italia (bandiera)  | A     | Roberta Meneghel    | 1977 | 182  |  |
| 16 | Italia (bandiera)  | P     | Stefania Filograsso | 1980 | 170  |  |

| Staff tecnico             |
| ------------------------- |
| Allenatore: Santino Coppa |

| Giocatrici acquisite a stagione in corso |
| ---------------------------------------- |

| N° | Naz.                   | Ruolo | Sportivo                     | Anno | Alt. |  |
| -- | ---------------------- | ----- | ---------------------------- | ---- | ---- |  |
|    | Stati Uniti (bandiera) | AC    | Nadja Morgan (da gennaio)    | 1980 | 187  |  |
|    | Stati Uniti (bandiera) | PG    | Michelle Greco (da febbraio) | 1980 | 174  |  |

| Giocatrici cedute a stagione in corso |
| ------------------------------------- |

| N° | Naz.                   | Ruolo | Sportivo                            | Anno | Alt. |  |
| -- | ---------------------- | ----- | ----------------------------------- | ---- | ---- |  |
|    | Italia (bandiera)      | G     | Annalisa Accarino (fino a dicembre) | 1972 | 172  |  |
|    | Stati Uniti (bandiera) | A     | Alicia Thompson (fino a dicembre)   | 1976 | 185  |  |

Scheda su LegABasketFemminile.it